# استفانی پاورز
استفانی پاورز (انگلیسی: Stefanie Powers؛ زادهٔ ۲ نوامبر ۱۹۴۲) یک هنرپیشه اهل ایالات متحده آمریکا است.

## بخشی از فیلمشناسی
از فیلم‌ها یا برنامه‌های تلویزیونی که وی در آن نقش داشته‌است می‌توان به آثار زیر اشاره کرد:
- بونانزا (۱۹۵۹–۱۹۷۳)
- کارآموزان (۱۹۶۲)
- عشق چهره‌های زیادی دارد (۱۹۶۵)
- شدت (۱۹۷۰)
- مک‌کلاود (۱۹۷۰–۱۹۷۷)
- مرد کاغذی (۱۹۷۱)
- کنن (۱۹۷۱–۱۹۷۶)
- کارآگاه راکفورد (۱۹۷۴–۱۹۸۰)
- خیابان‌های سانفرانسیسکو (۱۹۷۲–۱۹۷۷)
- مرد شش‌میلیون‌دلاری (۱۹۷۳–۱۹۷۸)
- زن بیونیک (۱۹۷۶–۱۹۷۸)